# سونيا جياسيلان
سونيا جياسيلان (بالإنجليزية: Sonya Jeyaseelan) مواليد 24 أبريل 1976 في نيو ويستمينيستر، كندا، هي لاعبة كرة مضرب كندية سابقة بدأت مسيرتها كمحترفة سنة 1991 وكانت تلعب باليد اليمنى، اعتزلت اللعب في 2004. أعلى تصنيف لها في الفردي كان المركز الـ 48 في سنة 2000. أعلى تصنيف لها في الزوجي كان المركز الـ 40 في سنة 2000. سبق أن شاركت في دورة الألعاب الأولمبية الصيفية.

## النهائيات

### الفردي: 1 (الوصافة 1)
| الحصيلة | الرقم | التاريخ         | الدورة                                  | الأرضية | المنافس     | النتيجة  |
| ------- | ----- | --------------- | --------------------------------------- | ------- | ----------- | -------- |
| الوصافة | 1.    | فبراير 16, 1998 | بطولة كولومبيا المفتوحة للتنس، كولومبيا | ترابية  | باولا سوريس | 3–6, 4–6 |

### الزوجي: 3 (الألقاب 2, الوصافة 1)
| الحصيلة | الرقم | التاريخ        | الدورة                           | الأرضية | الشريك         | المنافس                             | النتيجة       |
| ------- | ----- | -------------- | -------------------------------- | ------- | -------------- | ----------------------------------- | ------------- |
| الوصافة | 1.    | يوليو 12, 1999 | باليرمو الدولية للسيدات، إيطاليا | ترابية  | آسا سفينسون    | تينا كريزان كاترينا سريبوتنيك       | 6–4, 3–6, 0–6 |
| الفوز   | 1.    | مايو 27, 2000  | ستراسبورغ الدولية، فرنسا         | ترابية  | فلورنسيا لابات | كيم غرانت ماريا فينتو كابتشي        | 6–4, 6–3      |
| الفوز   | 2.    | مايو 19, 2003  | ستراسبورغ الدولية، فرنسا         | ترابية  | ماجا ماتفزيتش  | لورا غرانفيل يلينا كوستانيتش توسيتش | 6–4, 6–4      |

## روابط خارجية
- سونيا جياسيلان على موقع رابطة محترفات التنس (الإنجليزية)
- سونيا جياسيلان على موقع الاتحاد الدولي لكرة المضرب (الإنجليزية)
- سونيا جياسيلان على موقع كأس بيلي جين كينغ (الإنجليزية)
- سونيا جياسيلان على موقع خلاصة التنس.كوم (الإنجليزية)
- سونيا جياسيلان على موقع أوليمبيديا (الإنجليزية)